# Andeskuifarend
De andeskuifarend (Spizaetus isidori; synoniem: Oroaetus isidori) is een roofvogel uit de familie van de Accipitridae (havikachtigen). Het is een bedreigde vogelsoort in de Andes tussen Venezuela en noordwestelijk Argentinië. 

## Kenmerken
Deze grote, zwart bruine roofvogel heeft een opvallende kuif op de kop. De jongen zijn vaak grijs met witachtige onderzijde. De lichaamslengte bedraagt 63 tot 74 cm, de spanwijdte 147 tot 166 cm.

## Verspreiding en leefgebied
Deze soort komt voor in de bossen op hellingen van de Andes, meestal tussen de 1500 en 2800 m boven zeeniveau, maar soms ook op zeeniveau of juist veel hoger, tot op 3500 m. Het leefgebied bestaat uit bij voorkeur ongerept natuurlijk bos.

## Status
De grootte van de populatie werd in 2014 door BirdLife International ruwweg geschat op 250 tot 1000 volwassen individuen en de populatie-aantallen nemen af door habitatverlies. Het leefgebied wordt aangetast door ontbossing waarbij natuurlijk bos wordt omgezet in gebied voor agrarisch gebruik en mijnbouwactiviteiten. Meer confrontaties tussen deze roofvogel met mensen en landbouwhuisdieren heeft ook tot gevolg dat de andeskuifarend steeds vaker bejaagd wordt. Om deze redenen staat deze soort als bedreigd op de Rode Lijst van de IUCN.